# Klaus Berntsen
Klaus Berntsen, född 12 juni 1844, död 27 mars 1927, var en dansk politiker, som tillhörde Moderate Venstre.
Berntsen var hemmansägarson, och blev 1862 ledare för en friskola i Højby. 1881 blev han föreståndare för Særslevs folkhögskola vid Bogense, och 1889 kontorschef i Østifternes Brandforskiring for mindre Landbygninger. Han uppställdes 1869 av grundtvigianska meningsfränder som kandidat till Folketinget men föll igenom. Vid valet 1872 verkade han på Fyn som agitator för vänstern men kom själv in i Folketinget först 1873. Vid splittringen inom vänstern 1877 anslöt sig Berntsen till den moderata gruppen. Över huvud taget ogillade Berndten all demonstrationspolitik, och när vänsterns taktik – visnepolitiket – inte tilltalade honom, lämnade han 1881 Folketinget. Redan 1886 invaldes han dock på nytt i Folketinget. I de följande årens strider mellan de rivaliserande vänstergrupperna följde han troget Frede Bojsen. Berntsen uppnådde under tiden en ledande ställning i partiet och medverkade ivrigt till förlikningen 1894. Efter 1901 var han tillsammans med Niels Neergaard partiets erkände ledare. När Albertikatastrofen 1908 komprometterade de sittande ministrarna och Neergaard tvingades tillsätta en ny regering, blev Berntsen inrikesminister. Som sådan löste han den svåra uppgiften att rekonstruera Den sjællandske Bondestands Sparkasse, som genom Albertis förskingringar skakats i sina grundvalar. Han kvarstannade på sin post även i ministären Holstein-Ledreborg. Vid dess fall 25 oktober 1909 uppmanades Berntsen att bilda ministär, men vägrade, då hans parti endast räknade 11 medlemmar i Folketinget. Genom att kort därefter Berntsens grupp ingick i ett enat vänsterparti, i vars styrelse Berntsen fick säte, ändrades helt hans parlamentariska ställning, och vid ministären Zahles fall 1910 antog han kungens uppdrag att bilda ministär. Förutom statsminister tog han även på sig rollen som krigsminister. Under sin tid som statsminister framlade han flera radikala förslag i liberal riktning. Främst var det förslag till ny grundlag, som dock 1912 fälldes av de konservativa. Den grundlagsändring, som 1915 genomfördes, vilade dock till stora delar på hans förslag.
I samband med den slesvigska krisen blev Berntsen på nytt minister, som krigsminister i Neergaards andra ministär, och genomförde som sådan 1922 års försvarsordning, men avgick oktober samma år, för att efter några dagar återinträda som konsultativt statsråd. Han avgick vid ministärens fall 1924. Som folketingsman kvarstod han till 1926.
1921-25 utgav han sina Erindringer i tre band.
Klaus Berntsen var far till läkaren och poeten Aage Berntsen och bankdirektören Oluf Berntsen.

## Utmärkelser
- Kommendör med stora korset av Vasaorden, 1913.[3]